# Piotr Różycki

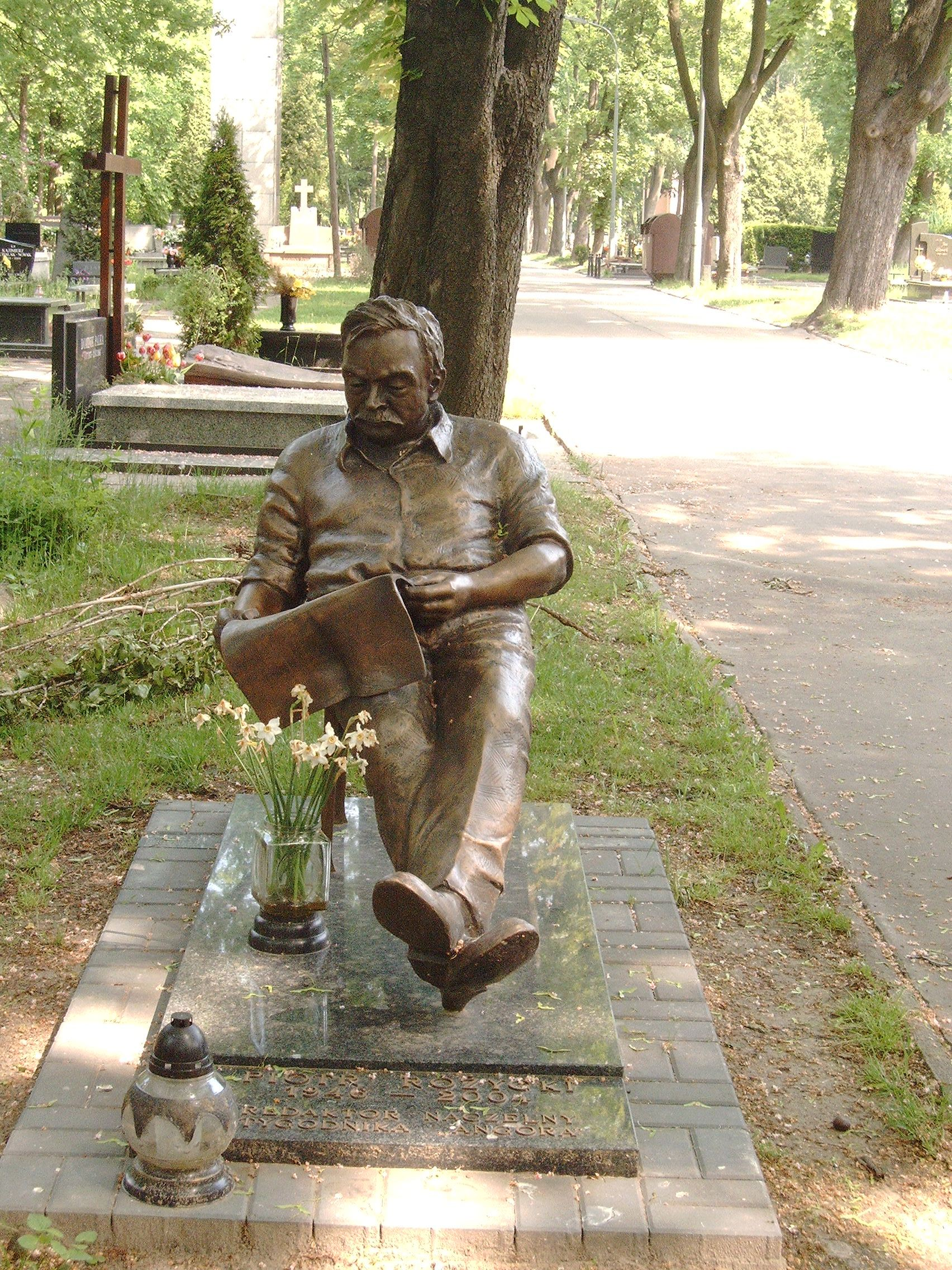
Grób Piotra Różyckiego na cmentarzu komunalnym na Dołach w Łodzi, 21 maja 2007

Piotr Różycki (ur. 19 maja 1946 w Warszawie, zm. 28 sierpnia 2004 w Łodzi) – polski dziennikarz, współtwórca i pierwszy redaktor naczelny tygodnika Angora.
Po ukończeniu Technikum Poligraficznego w Warszawie, studiował na Wydziale Dziennikarstwa Uniwersytetu Warszawskiego. Pracował początkowo w Głosie Pracy, najpierw jako zecer, następnie jako starszy korektor i redaktor techniczny. Karierę zawodową kontynuował w Sztandarze Młodych pełniąc kolejno funkcję redaktora technicznego, redaktora depeszowego, kierownika działu krajowego, zastępcy sekretarza redakcji i kierownika działu Mazowsze. Od czerwca 1990 r. związany był z Łodzią, zostając redaktorem naczelnym tygodnika Angora.
Był żonaty z Iwoną, z którą miał córkę Annę.
Zmarł nagle z powodu niewydolności krążenia. 7 września 2004 został pochowany w alei zasłużonych cmentarza komunalnego na Dołach w Łodzi (kwatera XXVIII, rząd 30, grób 26).